# Sahiba Mahal
Sahiba Mahal, född okänt år, död 1795, var kejsarinna i Mogulriket i Indien, andra hustru till mogulkejsaren Mohammed Nasir och mor till Hazrat Begum. 
När Ahmed Shah Durrani erövrade Delhi 1757 tvingades hon gifta bort sin dotter med afghankungen. 1788 försökte hon samarbeta med Ghulam Kadir för att placera Jahan Shah på tronen.